# Алассан Діоп
Алассан Діоп (араб. ألاسان ديوب, нар. 22 вересня 1997) — мавританський футболіст, опорний півзахисник оманського клубу «Аль-Оруба» (Сур) і національної збірної Мавританії.

## Клубна кар'єра
У дорослому футболі дебютував 2015 року виступами за команду «Нуадібу». Другу половину 2017 року провів на правах оренди в Латвії, де взяв участь в одному матчі за «Лієпаю», після чого повернувся до рідної команди.
Сезон 2018/19 провів в саудівському «Хаджері», після чого транзитом через катарський «Аль-Шамаль» опинився в іракському клубі «Заху». 
На початку 2020 року став гравцем оманського клубу «Аль-Оруба» (Сур).

## Виступи за збірну
2018 року дебютував в офіційних матчах у складі національної збірної Мавританії.
Був у заявці збірної на перший у її історії великий міжнародний турнір — Кубок африканських націй 2019 року в Єгипті, де залишався гравцем резерву і на поле не виходив.